# Vulgar Display of Power
Vulgar Display of Power – szósty studyjny album heavymetalowego zespołu Pantera wydany w 1992. Według danych z kwietnia 2002 album sprzedał się w nakładzie 1,781,674 egzemplarzy na terenie Stanów Zjednoczonych.

## Twórcy
- Phil Anselmo – śpiew
- Dimebag Darrell – gitara elektryczna
- Rex Brown – gitara basowa
- Vinnie Paul – perkusja

## Lista utworów
1. "Mouth for War" – 3:56
2. "A New Level" – 3:57
3. "Walk" – 5:15
4. "Fucking Hostile" – 2:49
5. "This Love" – 6:32
6. "Rise" – 4:36
7. "No Good (Attack the Radical)" – 4:50
8. "Live in a Hole" – 4:59
9. "Regular People (Conceit)" – 5:27
10. "By Demons Be Driven" – 4:39
11. "Hollow" – 5:45

## Pozycje na listach
| Lista         | Kraj              | Pozycja |
| ------------- | ----------------- | ------- |
| Billboard 200 | Stany Zjednoczone | 44      |